# Tonie Campbell
Anthony ("Tonie") Eugene Campbell, född den 14 juni 1960 i Los Angeles, är en amerikansk före detta friidrottare som tävlade i häcklöpning.
Campbells främsta merit är bronsmedaljen vid Olympiska sommarspelen 1988 på 110 meter häck. I loppet blev han slagen bara av grenens giganter Roger Kingdom och Colin Jackson.
Förutom meriten från OS blev han världsmästare inomhus på 60 meter häck vid VM 1987. Han var i final vid inomhus-VM 1989 då han slutade sexa på 60 meter häck

## Personliga rekord
- 60 meter häck - 7,51 från 1987
- 110 meter häck - 13,17 från 1988